# Lukas Winterberg
Pour les articles homonymes, voir Winterberg.
Lukas Winterberg, né le 4 mai 1988 à Dallenwil, est un coureur cycliste suisse, spécialiste du cyclo-cross.

## Biographie
Lors dela saison 2015, Lukas Winterberg se distingue sur des compétitions africaines en terminant sixième du Tour du Rwanda (troisième d'une étape) et onzième du Tour du Cameroun.
En début d'année 2016, il est sélectionné en équipe de Suisse pour participer au championnat du monde de cyclo-cross, qui se tient à Heusden-Zolder. Il prend la trentième place, à plus de quatre minutes du vainqueur Wout van Aert.

## Palmarès en cyclo-cross
- 2005-2006
  - 2e du championnat de Suisse de cyclo-cross juniors
- 2011-2012
  - HPCX, Jamesburg

## Classements mondiaux
| Année           | 2015 |
| --------------- | ---- |
| UCI Africa Tour | 134e |